# Автобіографізм Тараса Шевченка
Автобіографі́зм Тара́са Шевче́нка — відображення в творчості Тараса Шевченка (творах літературних і образотворчого мистецтва) подій з його життя чи викликаних ними настроїв.Автобіографізм є однією з характерних особливостей творчості Тараса Шевченка. Він полягає в асоціативній єдності епізодів з біографії автора з життям героя, в близькості настроїв автора і його ліричного героя. Автобіографічний елемент часто виявляється в авторських роздумах і ліричних відступах. Автобіографізм у творах Тараса Шевченка має виразно соціальний характер. Почуття письменника так тісно зливаються з почуттями його героїв, що важко визначити межу, яка віддаляє думки героя від думок автора. В персонажів виявляються риси характеру самого Шевченка, епізоди з їхнього життя — це окремі події з життя поета. Автобіографічний елемент характерний і для лірики, ліроепічної поезії й художньої прози Шевченка. Вже в ранніх романтичних поезіях-думах («Тече вода в синє море», «Тяжко-важко в світі жити») ліричний герой, близький до фольклорного образу козака-сироти, втілював тодішні почуття Шевченка (самотність, туга за рідними, Україною), хоча ці переживання були лише однією з граней багатого емоціями світу молодого поета й художника. У таких поезіях як «На вічну пам'ять Котляревському», «Думи мої, думи мої, лихо мені з вами!», «До Основ'яненка» ліричного героя, крім романтичних рис, наділено й рисами великої життєвої конкретності. Він є перехідним до так званого авторського «я», яке з'явилося в ліриці періоду «трьох літ». З опануванням реалістичного методу художнього відображення дійсності зростала в Шевченковій поезії і вага автобіографічного елемента, який підпорядковано створенню художньо типізованого образу автора-оповідача. В образі оповідача в поемах «Гайдамаки» і «Катерина» автобіографічні моменти введено за принципами асоціативності: блукання Катерини — і власні спогади поета:
|  | Далекий шлях пани брати, Знаю його, знаю... |

кохання Яреми до Оксани — і зіставлення:
|  | Таким і я колись-то був. Минуло, дівчата... |

У  Поемі «Гайдамаки» виступає й неприкрите маскою оповідача авторське«я», що уособлює типізований образ поета-громадянина: у згадках з дитинства поета — про сірітські блукання й розповіді діда про Коліївщину, в звертанні до недолугих крітіків тощо. Так і у вступі до поеми «Мар'яна-черниця» — прісвяті Оксані Коваленко — згадує Шевченко своє втрачене кохання, а в епілозі до поеми  «Кавказ» звертається до загиблого друга Якова де Бальмена. Автобіографічними є ліричні поезії періоду «трьох літ»: «Чого мені тяжко, чого мені нудно», «Заворожи мені, волхве», «Гоголю», «Три літа», частина віршів циклу «В казематі», більшість поезій періоду заслання, вірші останніх років життя — «Доля», «Марку Вовчку», поезії «Якби з ким сісти хліба з'їсти», «Чи не покинуть нам, небого», інтимні ліричні поезії, присвячені О. Коваленко, Г. Закревській, Л. Полусмаковій та інші. Автобіографічний елемент є у віршах, де поет вилив почуття, пережиті недавно («І знов мені призвела», «Якось то йдучи уночі» та інші), і в поезіях, присвячених минулим подіям («Якби ви знали паничі», «А. О. Козачковському», «І золотої, й дорогої»). Значне місце посідає узагальнений автобіографічний елемент у Шевченкових повістях: спогади про дитинство («Княгиня»), епізоди з життя в Петербурзі й навчання в Академії мистецтв («Художник»), докладні описи поїздок на Україну («Музикант», «Капітанша», «Прогулянка з задоволенням і не без моралі»). Події юності, поїздки по Україні й життя на засланні зображено в творах Шевченка з погляду зрілої людини, за плечима якої багатий і гіркий життєвий досвід. Таке переосмислення біографічного матеріалу — психологічне перевтілення автора в образ свого героя, введення фактів з особистого життя в сюжетно завершені історії персонажів, створених фантазією письменника, — є однією з характерних рис творчої манери Шевченка.